# 曼斯菲爾德 (德克薩斯州)
曼斯菲爾德（英語：Mansfield）是一個位於美國德克薩斯州約翰遜縣及塔蘭特縣的城市。

## 人口
根據2020年美國人口普查的數據，曼斯菲爾德的面積為94.96平方千米，當中陸地面積為94.85平方千米，而水域面積為0.11平方千米。當地共有人口72602人，而人口密度為每平方千米765人。